# Городская усадьба XVIII—XIX веков в Старокирочном переулке
Городская усадьба XVIII—XIX веков — историческое здание в Москве. Усадьба расположена в Старокирочном переулке (дом 5, строения 1 и 5) на территории бывшей Немецкой слободы. Ансамбль городской усадьбы является объектом культурного наследия регионального значения.

## История
Главный дом городской усадьбы в Старокирочном переулке (д. 5, стр. 1) был выстроен на рубеже XVIII–XIX веков. Усадебный ансамбль продолжал формироваться в течение XIX века. В 1819 году были объединены два самостоятельных участка, после чего владение получило границы близкие к современным. В 1896 году архитектор Н. И. Якунин построил для усадьбы сторожку (д. 5, стр. 5)  и ограду с воротами.
К началу XX века усадьба принадлежала потомственным почётным гражданам Бородиным. Тогда в производственном и складском корпусах находилась мастерская музыкальных инструментов братьев Гох. В 1911 году складской корпус был надстроен. В 1912 году в усадьбе разместилось Лефортовское городское начальное училище.

## Архитектура
Главный дом усадьбы построен в стиле классицизм. Центральная часть парадного фасада выделена пилястрами треугольным фронтоном. Окна украшены наличниками прямоугольной формы. Хорошо сохранилась планировка и интерьеры: лепнина потолков, лепные плафоны парадных залов, обрамления дверных проёмов, филёнчатые двери и печи XIX века. Усадьба сыграла важную роль в формировании облика Старокирочного переулка.